# 阿根 (摩泽尔省)
阿根（法語：Hagen，法語發音：[aɡən]；洛林法兰克语：Hoen）是法国摩泽尔省的一个市镇，位于该省西北部，和卢森堡接壤，属于蒂永维尔区。

## 地理
阿根（49°29'56"N, 6°10'22"E）面积3.51 平方千米，位于法国大東部大區摩泽尔省，该省份为法国东北部内陆省份，是洛林的一部分，西南接默尔特-摩泽尔省，东临下莱茵省，北与卢森堡和德国接壤。
与阿根接壤的市镇（或旧市镇、城区）包括：埃夫朗日、下伦根、祖夫根。

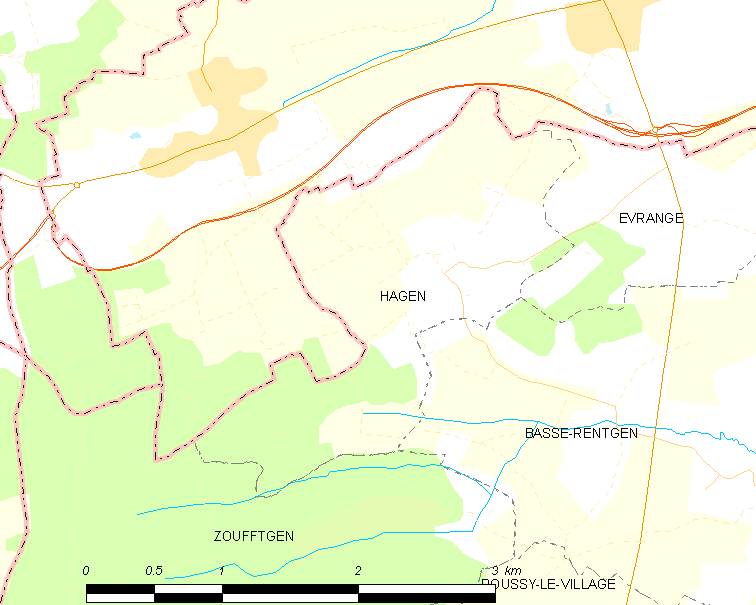
的OSM定位图

阿根的时区为UTC+01:00、UTC+02:00（夏令时）。

## 行政
阿根的邮政编码为57570，INSEE市镇编码为57282。

## 政治
阿根所属的省级选区为于茨县。

## 人口

1962-2008年间人口变化图示

阿根于2022年1月1日时的人口数量为369人。